# Austrijska služba u inostranstvu
Austrijska služba u inostranstvu je alternativni oblik služenja civilne službe u Austriji, koji se sprovodi u inostranstvu. Vidovi služenja su: Austrijska spomen-služba, socijalna služba i mirovna služba. Ideja o osnivanju ovog oblika civilne službe, zasnovana je na nemačkom projektu Mirovna služba akcije pomirenja (ASF), a inicijator je austrijski politikolog Andreas Maislinger. Ovo je treći i najnoviji vid služenja mladih Austrijanaca i pored služenja obaveznog vojnog roka i civilnog služenja, predstavlja jednu moguću alternativu.

## Zakonska regulativa
Austrijski zakon pojam Služba u inostranstvu ne poznaje. Kako se civilno služenje smatra državnom službom na teritoriji Austrije, po § 12b Zakona o civilnom služenju u pravnom smislu ovaj vid ne predstavlja posebnu formu civilnog služenja. Učesnik u inostranoj službi se, kroz ovaj vid služenja oslobađa obaveze služenja u civilnoj službi. Sličan vid civilnog služenje je u Nemačkoj pod nazivom Drugačiji vid služenja

## Istorija
Krajem 1970-tih Andreas Maislinger je inicirao ozakonjenje ovakvog vida služenja obaveze vojnog roka u Austriji, koja prvenstveno za cilj ima obeležavanje spomena na žrtve holokausta. U televizijskoj emisiji Kreuzverhör, 10. oktobra 1980. godine, na poziv austrijskog novinara Antona Pelinke, Andreas Maislinger je prezentirao svoje koncept služenja u bivšem Koncentracionom logoru Aušvic. Tadašnji predsednik Austrije Rudolf Kirhšleger je odbio njegov koncept, rečima: 
"...jedan Austrijanac nema razloga da se iskupljuje za Aušvic ..."
 Tek 1995. godine Kirhšleger je priznao pozitivne rezultate i odjek u svetu o služenju i konceptu Maislingera.
Tokom 1980/81. Maislinger sa Joahimom Šler je radio kao volonter u projektu nemačke ASF, pod vođstvom nemačkih književnika Volker fon Ternea i Kristofa Heubnera, gde je pri Državnom muzeju Aušvic-Birkenau surađivao i vodio grupe nemačke omladine. Nakon povratka u Austriju, Maislinger je bio ubeđen, da je ovakav ili sličan vid služenja moguć i u Austriji. Podršku je dobio od Simona Vizentala, Tedija Koleka, Arija Rata, Herberta Rosenkranza, Gerharda Retlera i Karla Pfeifera.

### Realizacija
U maju 1991. godine, tadašnji austrijski ministar unutrašnjih poslova Franc Lešnak, obavestio je Andreasa Maislingera pismom da je od strane austrijske vlade, moguće služenje u inostranstvu, kao alternativa za civilno služenje, te da se odobravaju potrebna novčana sredstva u okviru Austrijskog ministarstva unutrašnjih poslova. Već 1. septembra 1991. u Državni muzej Aušvic-Birkenau odlazi prvi obveznik s ciljem negovanja sećanja na žrtve holokausta.

### Razvoj
U novembru 1997. godine donesena je nova zakonska odredba, kojom se omogućava službovanje u inostranstvu, takođe za druga dva vida: socijalnu službu i mirovnu službu. Za vreme mandata austrijskog ministra unutrašnjih poslova Ernsta Štrasera je 2001. godine osnovano udruženje Auslandsdienst-Förderverein, koje je zaduženo za raspodelu novčanih sredstava nezavisnih organizacija. U međuvremenu je više od 1.100 mladih Austrijanaca iskoristilo ovaj način služenja, te služilo na svih pet kontinenata. Danas je Verein Österreichischer Auslandsdienst (VÖA) jedna od osnovnih organizacija, koja pomaže pri izvođenju služenja Austrijanaca u inostranstvu.

## Finansiranje
Svakoj organizaciji, austrijska vlada odobrava određena novčana sredstva po članku § 12b Zakona o civilnom služenju Svaki obveznik se potpomaže sa maksimalnim iznosom od 9.000 €. Moguća je dalja raspodela sredstava, čime se omogućava većem broju obveznika, učešće u projektu, što s druge strane, umanjuje iznos podrške na minimalno 4.500 €. Ovom podrškom države omogućava se ovakvo služenje obveznicima, ali se istovremeno ograničava njihov broj.

## Literatura
- "Friedensbewegung in einem neutralen Land. Zur neuen Friedensbewegung in Österreich. (Peace movement in a neutral country. Related to the new peace movement in Austria.) In: Medienmacht im Nord-Süd-Konflikt". (The power of media in the north – south conflict.) Suhrkamp, Frankfurt am Main 1984  3-518-11166-3
- "'Neue' Österreichische Friedensbewegung". ("New“ Austrian Peace Movement.) In: Österreichisches Jahrbuch für Politik 1983. (Austrian Annual for Politics 1983.) Vienna, 1984
- "Das katholisch-konservative Lager". (The catholic – conservative side.) In: Widerstand und Verfolgung in Tirol 1934–1945, Band 2. ÖBV, (Resistance and Persecution in Tirol 1934–1945, Band 2. Austrian book publisher), Vienna 1984  3-215-05368-3
- "'Den Nationalsozialisten in die Hände getrieben'. Zur Geschichtspolitik der SPÖ von 1970 bis 2000". ("Drifted into the National Socialists Hands“. Related to the history politics of the Socialists in Austria from 1970 to 2000.) In: Europäische Rundschau, (European review), number 3/2001
- Costa Rica. Politik, Gesellschaft und Kultur eines Staates mit ständiger aktiver und unbewaffneter Neutralität. (Costa Rica, Politics, Society and Culture of a State with Continuous Active and Unarmed Neutrality.) Inn-Verlag, Innsbruck 1986  3-85123-091-4
- Der Putsch von Lamprechtshausen. Zeugen des Juli 1934 berichten. (The Putsch of Lamprechtshausen. Report of Witness to July, 1934), Self - published, Innsbruck 1992  3-901201-00-9
- Maislinger, Andreas (децембар 1979). „Internationale Jugendbegegnungsstätte Auschwitz” [The International Youth Meeting Center in Auschwitz]. Kritisches Christentum (на језику: немачки). 33. Архивирано из оригинала 2013-10-04. г.
- „Brief von Dr. Rudolf Kirchschläger an Dr. Andreas Maislinger, Wien 3. Februar 1995” (на језику: немачки). Архивирано из оригинала 2013-10-29. г.
- Ennemoser, Magdalena (2023-05-12). „Vorsitzender Andreas Maislinger verlässt Auslandsdienst”. Tiroler Tageszeitung Online (на језику: немачки). Приступљено 2023-05-18.
- Austrian Town of Hitler's Birth Aims to Transform 'the Burden' Архивирано 2011-05-31 на сајту , Paul Watson, Los Angeles Times (13 January 2001)
- History as responsibility - House of Responsibility Архивирано 2004-11-03 на сајту
- Paulitsch, Linda (2023-05-10). „Gedenken und Terror”. www.falter.at (на језику: немачки). Приступљено 2023-05-11.
- „Psychoterror im Auslandsdienst? Schwere Vorwürfe gegen Leiter”. www.puls24.at (на језику: немачки). Приступљено 2023-05-11.
- Kleinrath, Josef (2023-05-10). „Schwere Vorwürfe gegen Auslandsdienste-Chef”. kurier.at (на језику: немачки). Приступљено 2023-05-11.
- „Vorwürfe gegen Leiter des Auslandsdienst - ZIB 1 vom 09.05.2023 um 19:30 Uhr”. ORF-TVthek (на језику: немачки). Приступљено 2023-05-11.
- „Reply to a parliamentary question” (PDF) (на језику: немачки). стр. 1684. Приступљено 20. 11. 2012.
- „Austrian Acknowledgement of Guilt for Holocaust Welcomed by Survivors”. Jewish Telegraphic Agency.
- Professor Pan Guang received Austrian Holocaust Memorial Award Архивирано јануар 4, 2011 на сајту
- High Austria distinction for Alberto Dines, Brazilian journalist and biographer of Stefan Zweig
- Virginia Holocaust Museum co-founder honored by Austria Архивирано мај 14, 2010 на сајту , Richmond Times-Dispatch, May 11, 2010

## Spoljašnje veze
- Austrian Service Abroad
- Radio Auslandsdienst (German)
- Knjiga:
- Austrijsko ministarstvo unutrašnjih poslova:
- Austrijsko ministarstvo unutrašnjih poslova:
- CV of Gedenkdienst Founder Andreas Maislinger (Kleinmann Family Foundation)
- Homepage of Austrian Service Abroad
- Homepage of Austrian Holocaust Memorial Service
- Homepage of Austrian Holocaust Memorial Service
- Maislinger page at OCLC
- CLIO Catalogue Columbia University New York, books Архивирано на веб-сајту  (11. јул 2023)
- CLIO Catalogue Columbia University New York, articles Архивирано на веб-сајту  (11. јул 2023)